# William Standish Knowles
William Standish Knowles (n. 1 iunie 1917, Taunton⁠(d), Minnesota, SUA – d. 13 iunie 2012, Chesterfield⁠(d), Missouri, SUA) a fost un chimist american, laureat al Premiului Nobel pentru chimie (2001).